# Manuel de la Escalera
Manuel de la Escalera (San Luis Potosí, México, 6 de agosto de 1895-Santander, Cantabria, 22 de abril de 1994) fue escultor, cineasta, escritor y traductor. Es conocido principalmente por haber escrito de manera clandestina un diario que publicaría a su salida de prisión con el título Muerte después de Reyes, en el que relataba su experiencia en el corredor de la muerte en la cárcel de Alcalá de Henares en 1944.

## Biografía
Manuel de la Escalera Narezo nació en la ciudad mexicana de San Luis Potosí, el 6 de agosto de 1895. De padres españoles, a los seis años la familia regresó a Santander. Cursó los estudios de bachillerato en el internado jesuita de Orduña (Vizcaya) y en los Escolapios de Bilbao. Regresó a México en 1910, cuando allí empezaba la Revolución. La familia hubo de trasladarse a México DF y decidió ingresar en la Academia de Bellas Artes de San Carlos cuando comenzaba el movimiento muralista. Asistió a dos cursos de escultura e Historia del arte. De regreso a España, durante la Primera Guerra Mundial, prosiguió sus estudios en Madrid, con el escultor Julio Antonio, y posteriormente en Barcelona y París. Allí experimentó una conmoción ideológica, no tanto al conocer de cerca el cubismo y el surrealismo, como al leer a Marx, Freud y Spengler, que en aquellos años eran poco difundidos en España. Descubrió también el mundo del cine y trabajó en los estudios de Joinville durante un tiempo.
De nuevo en España, participó en el movimiento nacional de cineclubes, fundando en Santander el del Ateneo y el Cine-Club Proletario. La guerra truncó otros proyectos más ambiciosos. Durante ésta, organizó en Santander el cine ambulante en los frentes por orden del Estado Mayor, junto al pintor Rufino Ceballos, rodó documentales en el campo de batalla, no en gran cantidad, dados los escasos medios disponibles. Cayó prisionero en Asturias al derrumbarse el frente y, salvo unos meses de libertad vigilada, estuvo desde entonces en la cárcel 23 años.
Hallándose condenado a muerte en la prisión de Alcalá de Henares en 1944, sintió la necesidad de escribir y, en la celda de los que esperaban el piquete, lo hizo clandestinamente, narrando lo que acontecía, veía y recordaba, diario que pudo sacar de la cárcel y estuvo 17 años en la caja fuerte de un banco. Previendo un largo cautiverio y sin ayuda económica de ningún partido –por disensiones internas dejó el Partido Comunista donde militó durante la guerra-, se dedicó a estudiar inglés literario y en 1948 logró ponerse en relación con un editor catalán, quien le enviaba trabajo de traducción a la cárcel.
En la prisión de Burgos y en el penal del Dueso tradujo, pasando la censura carcelaria del capellán, los exquisitos cuentos de Katherine Mansfield, ensayos de Sommerset Maughan y relatos de William Saroyan.
Al salir en libertad en 1962, la traducción fue su único medio de vida. En 1966 la editorial Era de México publicó sus escritos en la celda de Alcalá de Henares con el título Muerte después de Reyes, título que se refería a un grupo de condenados a muerte que vivían sus últimas Navidades, durante las cuales se suspenden la ejecuciones, pero que, pasadas éstas, después de Reyes, fueron al piquete. No firmaba el libro con su nombre ni con sus primeros apellidos, sino con el tercero, Amblard, que no figuraba en las fichas de la policía. Sin embargo, varias personas le aconsejaron que saliera de España, teniendo sobre todo en cuenta sus antecedentes carcelarios. Así lo hizo, no sin dificultades, y se fue a México, donde trabajó para las principales editoriales mexicanas. En 1970 volvió a España. Habían empezado a cambiar las cosas y pudo proseguir su trabajo para editores de Madrid y Barcelona.
Como autor, además de Muerte después de Reyes, publicó Cuando el cine rompió a hablar (Taurus, Madrid, 1971), Mamá grande y su tiempo (Ediciones Puntal, Santander, 1980), Cuentos de nubes, con una carta introductoria de Antonio Buero Vallejo (Ediciones Heliodoro, Madrid, 1981), y una nueva publicación de Cuando el cine rompió a hablar  (Ediciones Tantín, Santander, 1991) y de Muerte después de Reyes (Akal, Madrid, 2015).
Escribió también una novela de ultraficción: El caso del planeta asesinado; un guion argumental cinematográfico: El buen juez, y una obra de teatro: Alba diferida –balada de cautivos en tres actos-, todas ellas sin publicar.
Manuel de la Escalera falleció el 22 de abril de 1994 en Santander –en agosto habría cumplido 99 años-. Hasta el último momento su mirada, ya casi nublada, buscaba esas nubes quietas, pacíficas, enmarcadas siempre, durante tantos años, por el perfil interno de una ventana con rejas.

## Homenajes
El 9 de junio de 1994 su amigo Manuel Calvo coordina un homenaje en el Salón de Actos de la SGAE. La convocatoria fue firmada por 56 personas (compañeros de la cárcel, familiares y amigos del mundo del teatro, el cine, la literatura y las artes plásticas). En este homenaje leerán su cuento El preso aéreo, La tercera balda de la cárcel de Burgos y parte del primer acto de la obra Alba diferida con cinco actores de teatro. También se proyectó una breve conversación de seis minutos filmada en su habitación de la Residencia de Cantabria. Con motivo del homenaje se editaron fragmentos de todas sus obras en una bella edición no venal titulada Ramas de un mismo tronco.